# Gerhard Andrey
Pour les articles homonymes, voir Andrey.
Gerhard Andrey, né le 21 janvier 1976 à Fribourg (originaire de Val-de-Charmey), est une personnalité politique suisse du canton de Fribourg, membre des Verts.
Il est député du canton de Fribourg au Conseil national depuis fin 2019.

## Biographie
Gerhard Andrey naît le 21 janvier 1976 à Fribourg. Il est originaire de Val-de-Charmey, dans le même canton (district de la Gruyère).
Fils d'agriculteur, il grandit dans la partie germanophone du canton de Fribourg.
Il suit un apprentissage de menuisier à Saint Antoine de 1991 à 1995 et obtient par la suite le diplôme d'ingénieur HES du bois à la Haute école spécialisée de Berne après un cursus de 1996 à 2000. En 1999, il effectue son stage de fin d'études à San Isidro de El General au Costa Rica[source insuffisante].
En 2001, il obtient un diplôme de troisième cycle en informatique à l'Université de Fribourg et travaille comme fournisseur indépendant de services web jusqu'en 2003. De 2003 à 2006, il dirige Mediagonal AG, qu'il a cofondée[source insuffisante].
En 2007, il cofonde l'agence web Liip à Fribourg avec Hannes Gassert (de), Nadja Perroulaz et Christian Stocker.
En 2017, il fonde avec le chanteur Pascal Vonlanthen (Gustav) l'association Gustav Académie à Fribourg, atelier alternatif pour jeunes musiciens qui révèle notamment Gjon's Tears. Il est le président de l'association,,,.
Marié et père de deux enfants, il habite à Granges-Paccot.

## Parcours politique
Il est membre du comité des Verts fribourgeois de 2010 à 2016 et également vice-président à partir de 2014. Il est membre du comité des Verts suisses de 2012 à 2016, et l'un de ses cinq puis six vice-présidents de 2016 à 2020[source insuffisante].
Lors des élections fédérales suisses de 2019, il crée la surprise en décrochant le premier siège des Verts au Conseil national pour le canton de Fribourg, au détriment de Jean-François Rime. Il prête serment le 2 décembre 2019. Il est membre de la Commission des finances (CdF) et de la Commission de la politique de sécurité. Depuis 2022, il est membre du bureau du Conseil national en tant que scrutateur. Il est réélu en octobre 2023 (sixième des sept élus).
En 2020-21, il soutient activement le référendum contre la loi sur l'identité électronique,,. Depuis 2021, il est membre du groupe de réflexion sur la numérisation de la Chancellerie fédérale[source insuffisante].
Il se porte candidat au Conseil fédéral le 31 octobre 2023, mais n'est pas élu par l'Assemblée fédérale le 13 décembre 2023, n'obtenant que 59 voix contre le sortant Ignazio Cassis et 23 voix contre la sortante Élisabeth Baume-Schneider.

### Autres mandat
Il est membre du conseil d'administration de LerNetz AG depuis 2008, de celui de la Banque alternative suisse depuis 2017 et du conseil de fondation de « Seed Capital Fribourg » depuis 2018.
Depuis 2015, Gerhard Andrey fait partie du conseil spécialisé de la Haute École d'ingénierie et d'architecture de Fribourg (HEIA-FR)[source insuffisante], organe qui a pour fonction de conseiller la direction sur des questions d'ordre professionnel et scientifique.
Depuis 2020, il préside l'Association K, qui représente les intérêts d’organisations culturelles professionnelles du canton de Fribourg.
En 2022, il est nommé au conseil de fondation d'Applico, une fondation chargée de mettre en place, dans la partie germanophone du canton de Fribourg, des logements et des places de travail pour les personnes souffrant d'un handicap psychique.
Il est membre du comité de Pro Familia Fribourg de 2016 à 2018[source insuffisante].